# Eugène Gounst
Eugène Ottovitch Gounst (en russe : Евгений Оттович Гунст, ISO 9 : Evgenij Ottovič Gunst), né le 26 mai 1877 à Moscou et mort le 30 janvier 1950 à Paris, est un compositeur et pédagogue russe d'origine allemande. Né Eugen Gunst, il était connu sur le nom Evgenij Gunst avant son émigration à Paris en 1920, et puis Eugène Gounst en français.

## Biographie
Il a étudié le droit, ainsi que la composition, la théorie de la musique et le piano au Conservatoire Tchaïkovski de Moscou. Il a également reçu des cours privés avec des compositeurs de renom comme Reinhold Glière et Alexander Goldenweiser. En 1909, il a co-fondé le Théâtre de musique de chambre de Moscou avec Sergueï Rachmaninov entre autres.
En 1920 Gunst dut émigrer à Tallinn (Estonie) avant de se fixer à Paris. Il a co-fondé le Conservatoire russe de Paris Serge-Rachmaninoff en 1924. À Paris, il est devenu un ami proche de Francis Poulenc. En 1949 Gunst était sur le point d'émigrer vers les États-Unis, mais il est mort en 1950 à Paris à l'âge de 72 ans. Ses papiers laissés par sa veuve au directeur de l'Institut de musicologie de Bâle dans les années 1950 ont été retrouvés en 2009 dans le sous-sol de l'Université.